# Grad Skrad
Grad Skrad (izgovorjava [skraːd] je bil  srednjeveški  grad na desnem bregu Korane v Karlovški županiji na Hrvaškem, od katerega so ostale borne ruševine. Gledal je na rečno sotesko z manjšega hriba na koncu večjega hriba na nadmorski višini 430 m. Na nasprotni strani reke se nahaja hrib imenovan Kestenjak. V tlorisu je bil približno trikotne oblike in je nekoč vključeval 6 stolpov, cerkev in številne zgradbe. Danes so ostanki ruševin le meter visoki. Bil je eden večjih gradov v regiji, čeprav ne tako velik kot Modruški ali Grad Cetin . 

## Zgodovina
O samem gradu vse do 15. stoletja ni veliko znanega. Prvi znani lastniki gradu so bili člani rodbine Frankopanskih grofov  Kmalu po njegovi prvi omembi, je kot dota Elizabete, hčerke Štefana Frankopana († ok. 1390), skupaj s posestjo Gradu Steničnjaka prišel v posest celjskega grofa Friderika II . Po smrti zadnjega člana Celjskih grofov Ulrika II. leta 1456 je kralj Ladislav Posmrtni dal grad Skrad novemu celjskemu kapitanu Andreju Kreigerju, ki je pridobil tudi celjski grad Kostel pri Pregradi v Hrvaškem Zagorju.
Okoli leta 1463 je grad Skrad kupil grof Martin Frankopan (†1479), ki je kralju Matiji Korvinu dal grad Krupo na Uni in obljubil, da bo grad Lipovac, Steničnjak in Kostajnico obdržal le za čas svojega življenja, in da bodo po njegovi smrti pripadli kroni. Kot priznanje za Martinove zasluge je kralj Matija leta 1464 dovolil Martinu, da obdrži vse svoje imetje tudi po njegovi smrti. Tako je postal uradno lastnik gradu in gospostva Skrad, vključno z rodom svobodnjakov Čevićev in dvema rodovoma Kolečanov (Sv. Petar).
Leta 1466 je Martin dal Skrad Ivanu Benvenjudu, sinu Tome Benvenjuda Ostrožinskega,  gospodarju Okića in gradu Cetin. Kasneje je ta Ivan rešil Martina iz zapora v gradu Brinje, tako da se je odrekel Skradu za Martinovo svobodo. Martin mu je iz hvaležnosti podaril Kostajnico na Uni za zelo majhno ceno. Sam kralj Matija je leta 1480 dovolil Ivanu Benvenjudu, da je imel Kostajnico, pod pogojem, da mu je dal Skrad, grad Ostrožin, in grad Trsat, ki ga je prejel od Martina ob smrti slednjega leto prej. Vendar si je kralj premislil in leta 1481 zahteval, da Benvenjud preda Kostajnico. Ko je to zavrnil, so ga dali v ječo, dokler ni na koncu popustil. Kostajnico pa je dobil hrvaški ban Blaž Podmanicki Madžar. Kasneje je kralj Matija Kostajnico podelil Vuku Grgureviću, srbskemu despotu, čigar žena je bila Martinova nečakinja, in po njegovi smrti je kralj potrdil prenos Kostajnice v roke pokojnikovih sinov, Jurija in Ivana. Kralj Matija je umrl, Ivan Benvenjud in njegovi bratje pa so si prizadevali pridobiti svoje imetje nazaj. Tudi leta 1492, ko so prodali zahtevek po Kostajnici banu Ladislavu Egervarskemu za 8000 zlatnikov, so vztrajali na zahtevi za vračilo Skrada, dokler njihova rodbina ni izumrla leta 1504.
Ogrski kralj Vladislav II. je skušal dati Skrad in Ostrožin svojemu blagajniku, vendar je Bernardin Frankopan (†1529) menil, da ima zaradi strica Martina dedno pravico, in je leta 1505 zbral vojsko konjenikov, pešcev, s topovi in mušketami ter osvojil grad Skrad, pri tem ujel Benvenjudovo vdovo Ano, ki jo je dal v hišni pripor, mesto pa je oropal. Kasneje se je Ana poravnala z grofom Bernardinom, ki ga je nasledil njegov vnuk Štefan Frankopan Ozaljski (†1577), kasneje pa po nizu dogovorov sinova Štefanovega svaka Nikole Šubića Zrinskega (†1566) Juraj, Nikola in Ivan. V pogajanjih je starejši Nikola pred smrtjo leta 1561  Štefanu Frankopanu vrnil Skrad, vendar se je leta 1566 Štefan odpovedal vsemu posestvu v korist Zrinskih, potem ko so mu ti pomagali iz politične stiske. Leta 1569 je Štefan dal Skrad Franju Frankopanu (†1572), ki ga je kasneje istega leta prodal stotniku kraljevih mejnih sil Juraju Babonožiću iz rodu Mogorović, kar je bilo neuspešno izpodbijano od  Benvenjudovih potomcev.
Skrad je v turških vpadih utrpel hude izgube. V pohodih pred bitko na Krbavskem polju leta 1493 je Skradski trg izgubil dve tretjini prebivalstva. Leta 1524 so Turki vodili velik pohod, ki je zajel okolico Skrada in Dubovca. Leta 1557 je Malkoč beg iz bosanskega sandžaka opustošil okolico rek Korane in Mrežnice, zlasti Skrad, Hoisić in Ogulin. Takrat je bil ban Péter Erdődy na krstu svojega otroka, kar je možen razlog za čas turškega vpada, saj je bil ban znan po svoji vojaški spretnosti. 

Iz listine iz leta 1558 je razvidno, da so Skrad uničili Turki in pri tem je kraj utrpel veliko škodo, in da je bilo prebivalstvo na območju skoraj popolnoma iztrebljeno. Prebivalci tega območja so se med drugim zatekli na otok Mrežnica pri Janjčah, ki so ga za to utrdili. Leta 1576 so Turki z majhno vojsko, ki je štela 1500 vojakov, vdrli v okolico Skrada in Blagaja in zajeli okoli 170 ljudi. Skrad je vzdržal do julija leta 1585, ko so ga Turki požgali, v njem pa je še živela vdova iz rodu Babonožić. Nato je na nasprotnem bregu Korane nastala lesena utrdba, imenovana "Novi Skrad". Po ponovni osvojitvi so okolico začeli leta 1686 naseljevati večinoma Srbi iz Bosne, na levem bregu pa še vedno ostajajo potomci prvotnih prebivalcev. Leseni Novi Skrad so opustili leta 1732.